# Real Santander Foot-ball Club
El Real Santander Foot-ball Club fue un club de fútbol de España, de la ciudad de Santander, Cantabria. Fue fundado en 1907 y desapareció en 1915.

## Historia
En enero de 1907 parte de los integrantes de la Unión Ciclista Santanderina decidieron empezar a practicar el fútbol los meses que no se organizaban carreras ciclistas. El 21 de marzo varios de estos deportistas se separan de la Unión Ciclista para dedicarse exclusivamente al fútbol, nombrando al noruego Federico Linaae como presidente de la entidad. Sus primeros capitanes fueron Juan Bejaaland y Luis de Avendaño y Conte. El club organizó la Copa Santander desde 1907, siendo éste el primer torneo de importancia en la región, venciendo en las ediciones de 1907 y 1910.
El campo del Santander FC se ubicó la Península de la Magdalena, hasta que las obras de construcción del palacio obligaron al equipo a buscar otra sede. El 16 de julio de 1910 el club recibió el título de Real, siendo el tercer equipo en obtenerlo en España tras el Real Club Deportivo de La Coruña (1908) y la Real Sociedad de Fútbol de San Sebastián (en febrero de 1910). Ya bajo la nueva denominación de Real Santander FC disputó el Campeonato de España de 1911, siendo el primer club cántabro en hacerlo; en dicha competición, celebrada en Guecho, el conjunto santanderino fue eliminado en cuartos de final por el equipo de la Academia de Caballería por el resultado de 1-0.
En 1912 se fusionan Real Santander FC y Santander Sporting Club; este último equipo era resultado de la fusión del Comercial y la Sportiva España en 1910.
Finalmente el Santander F. C. desaparecería en 1915. Varios de sus jugadores pasaron a pertenecer entonces al Real Racing Club de Santander.

## Palmarés
- Copa Santander (2): 1907 y 1910.
- Subcampeón del Campeonato Provincial (1): 1915.